# Dick de Man
Theodorus Johannes „Dick” de Man (ur. 16 maja 1909 w Utrechcie, zm. 3 lipca 1996 w Baarn) – holenderski pływak, uczestnik Letnich Igrzysk 1928 w Amsterdamie.
Podczas igrzysk olimpijskich w 1928 roku wystartował na dystansie 1500 metrów stylem dowolnym, lecz odpadł w pierwszej rundzie uzyskując czas 23:03,2.